# Václav Sejk
Václav Sejk (* 18. května 2002 Děčín) je český profesionální fotbalista, který hraje na pozici útočníka za nizozemský klub SC Heerenveen, kde je na hostování z pražské Sparty, a za český národní tým do 21 let.

## Klubová kariéra
Sejk s fotbalem začínal v Boleticích nad Labem, dva roky hostoval v Modré. Následně působil v Junioru Děčín a Teplicích, odkud v létě 2017 přestoupil do Sparty.
V září 2020 debutoval ve sparťanské rezervě, nastoupil na závěrečnou půlhodinu utkání 3. kola ČFL proti Benešovu. Pro sezonu 2021/22 byl natrvalo povýšen do rezervy, která vybojovala postup do 2. ligy. V té nastoupil poprvé 24. července 2021 v utkání 1. kola, jediným gólem rozhodl utkání proti Chrudimi. Ve druhé lize pravidelně nastupoval v základní sestavě, gól vstřelil i Příbrami, a rozhodl i utkání s Ústím nad Labem.
Za sparťanský A-tým debutoval 22. září 2021 v utkání 3. kola MOL Cupu na hřišti Líšně, když nastoupil na závěr utkání místo Karlssona.
V únoru 2022 odešel na půlroční hostování do Teplic. V české nejvyšší soutěži debutoval 12. února a dvěma brankami rozhodl o výhře 4:2 nad Baníkem Ostrava. Sejk rychle zapadl do základní sestavy trenéra Jiřího Jarošíka a v jarní části sezóny se střelecky prosadil ještě při výhrách nad Libercem a Českými Budějovicemi. 22. května pak brankou přispěl k remíze 2:2 v barážovém zápase o udržení se v nejvyšší soutěži proti Vlašimi.
Po návratu z Teplic odešel na další hostování do Jablonce, kde strávil celou sezónu 2022/2023. V týmu pravidelně začal nastupovat v základní sestavě, v podzimní části sezóny vstřelil 3 ligové branky. Dne 5. listopadu 2022 dostal Sejk červenou kartu v zápase proti Sigmě Olomouc. 26. února dvěma brankami a Asistencí rozhodl o výhře Jablonce 4:1 nad Teplicemi.
V létě 2023 se připojil k A-týmu Sparty. Dne 21. září debutoval Sejk v evropských pohárech, a to při výhře 3:2 nad Arisem Limassol. V podzimní části sezóny se Sejk nedokázal propracovat do základní sestavy trenéra Briana Priskeho, a tak v lednu 2024 požádal vedení klubu o přestup.
Dne 24. ledna 2024 odešel Sejk na půlroční hostování do druholigového nizozemského klubu Roda JC Kerkrade. V klubu debutoval 26. ledna při remíze 0:0 s týmem Utrechtu do 21 let. Sejk se rychle stal stabilním členem základní sestavy nizozemského týmu a 9. února vstřelil svou první branku v Nizozemsku, a to při výhře 4:1 nad FC Dordrecht. S Rodou skončil Sejk v lize na konečné 3. příčce a pomohl klubu k postupu do play-off o Eredivisie, v ní však Roda podlehla NAC Breda po výsledcích 1:3 a 0:5. Sejk během svého půlročního angažmá vstřelil 8 branek v 17 ligových zápasech.
V létě 2025 zamířil Sejk na dalšího hostování, tentokrát odešel do nizozemského klubu SC Heerenveen.

## Reprezentační kariéra
Václav Sejk od roku 2017 reprezentoval Česko v mládežnických kategoriích.
V létě 2023 si Sejk zahrál na závěrečném turnaji Mistrovství Evropy do 21 let. Na turnaji vstřelil Sejk jedinou branku, a to při výhře 2:1 nad Německem. Český tým nepostoupil ze základní skupiny.